# Tiroteo en Manhattan de 2025
El 28 de julio de 2025, se produjo un tiroteo masivo en el número 345 de Park Avenue, en Midtown Manhattan, Nueva York, Estados Unidos. El incidente comenzó a las 18:28 ET ( UTC-4 )  cuando un tirador identificado como Shane Tamura, de 27 años y con chaleco antibalas,  disparó un rifle AR-15 dentro del edificio de oficinas, matando a cuatro personas, entre ellas un policía de Nueva York fuera de servicio.  Tamura se suicidó tras atrincherarse.  Se trata del tiroteo masivo más mortífero en Nueva York desde la masacre de Wendy's en Queens en el año 2000.  La policía está investigando el motivo del agresor.

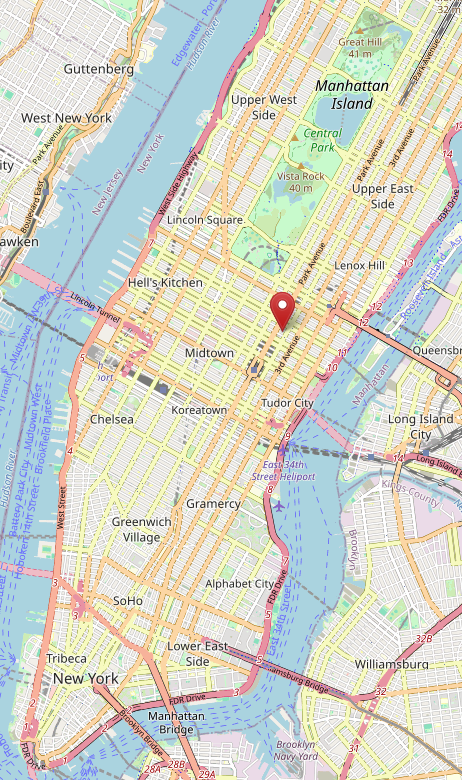
Ubicación del rascacielos 345 Park Avenue inmediatamente al sureste de Central Park

El tirador salió de su casa en Las Vegas el 26 de julio rumbo a Nueva York, con varias paradas en el camino. La primera fue en Colorado el 26 de julio, y otra entre Nebraska e Iowa el 27 de julio; también hizo escala en Columbia, Nueva Jersey, el 28 de julio, poco antes de llegar a Midtown Manhattan. 
Tras aparcar su coche cerca, Tamura entró en el edificio de oficinas, donde disparó mortalmente al agente de policía Didarul Islam y a una mujer que se había refugiado tras una columna. A continuación, disparó contra el vestíbulo, alcanzando a un hombre antes de disparar a un guardia de seguridad en los ascensores. Según la comisaria de policía Jessica Tisch, el tirador permitió que una mujer que se encontraba en el ascensor saliera ilesa  antes de salir al piso 33, donde se encuentra la oficina de Rudin Management . Tamura disparó entonces a Julia Hyman antes de atrincherarse.  y se disparó fatalmente en el pecho.  La respuesta de emergencia al tiroteo masivo incluyó a la policía, los bomberos y la Oficina Federal de Investigaciones. 
Los investigadores creen que Tamura tenía la intención de atacar a la Liga Nacional de Fútbol Americano (NFL), que tiene oficinas en varios pisos del edificio, pero se dirigió al grupo de ascensores equivocado y tomó uno de ellos al piso 33.  Los funcionarios dijeron que el sospechoso actuó solo. 

## Víctimas
El perpetrador mató a cuatro personas e hirió gravemente a otra.  Didarul Islam, un policía fuera de servicio de 36 años que trabajaba como guardia de seguridad con uniforme del NYPD, recibió un disparo en la espalda y murió mientras era sometido a una cirugía. Fue saludado por los ciudadanos y la policía en la calle mientras era trasladado a una ambulancia. Otra víctima fue Wesley LePatner, director ejecutivo de Blackstone Real Estate Investment Trust.  Julia Hyman, una graduada de la Universidad de Cornell de 2020 de 27 años que trabajaba para Rudin Management,  fue identificada como una de las cuatro personas asesinadas,  al igual que Aland Etienne, un guardia de seguridad de 46 años.  Un miembro del personal de la NFL que trabajaba en el departamento de finanzas, Craig Clementi, resultó gravemente herido en el ataque cuando recibió un disparo en la espalda.  Cuatro personas sufrieron heridas leves mientras huían de la escena.  

## Autor
El autor fue identificado como Shane Devon Tamura, de 27 años,  quien vivía en Las Vegas al momento del tiroteo.  Tamura creció en Santa Clarita, California .  Jugó fútbol americano en el equipo juvenil de la preparatoria Golden Valley en Santa Clarita y luego se transfirió a Granada Hills Charter en Granada Hills, un barrio del Valle de San Fernando en Los Ángeles, donde fue corredor del equipo universitario.  Algunos excompañeros fueron entrevistados por KABC-TV. Un compañero mencionó que era "un gran compañero y un gran tipo en general", mientras que otro lo describió como un "tonto". 
Tamura era un empleado del departamento de vigilancia en Horseshoe Las Vegas, un casino en Paradise, Nevada, según un comunicado publicado por Caesars Entertainment .  Según CNN, tenía una licencia de porte oculto de un arma de fuego y tenía una licencia de investigador privado vencida. En el momento del tiroteo, tenía un revólver cargado, cargadores, municiones, una mochila y medicamentos recetados en su vehículo.   No tenía antecedentes penales significativos.   Según funcionarios de Las Vegas, Tamura tenía un historial documentado de salud mental, con dos detenciones psiquiátricas en Nevada,  una en 2022 y otra en 2024.  Tenía una nota de suicidio en su bolsillo trasero alegando que sufría de encefalopatía traumática crónica (ETC), una enfermedad neurodegenerativa que puede resultar de la participación en deportes de contacto . La nota decía: «El fútbol americano de Terry Long me provocó ETC y me hizo beber un galón de anticongelante », «Estudia mi cerebro, por favor. Lo siento. Dile a Rick que lo siento por todo» y «No puedes ir contra la NFL, te aplastarán». Long jugó en la NFL y le diagnosticaron ETC. Se suicidó en 2005 tras beber anticongelante.  Se cree que la identidad de «Rick» es la del supervisor de Tamura en el casino Horseshoe, donde Tamura trabajó por última vez, quien supuestamente compró el receptor inferior utilizado en el arma.  Una segunda nota, no divulgada públicamente, también menciona la ETC. 
Oficiales del Departamento de Policía Metropolitana de Las Vegas recuperaron su licencia de porte oculto, obtenida en 2022.  Los informes indicaron que Tamura tenía un permiso de porte oculto y no tenía antecedentes penales conocidos, con la excepción de cargos menores, incluyendo un cargo por allanamiento en 2023, que fue retirado un mes después, según los registros judiciales del Condado de Clark. Sus vecinos dijeron que no reconocieron a Tamura, pero sí reconocieron su auto, que según ellos entraba y salía de su comunidad privada de Desert Shores.  Los registros publicados por NBC News muestran que tuvo una tarjeta de trabajo emitida por la Junta de Licencias de Investigadores Privados de Nevada de 2019 a 2024, pero esta no lo autorizaba a portar armas de fuego. 

## Secuelas
Al día siguiente, la noche siguiente al tiroteo, se celebró una vigilia de oración multiconfesional en el Parque Bryant de Manhattan. El alcalde Eric Adams, la gobernadora Kathy Hochul, la comisionado de policía Tisch y líderes religiosos asistieron junto con cientos de dolientes. Se colocaron flores y velas cerca del edificio, y se izaron banderas a media asta en toda la ciudad en honor a las víctimas. 
Se han organizado varias recaudaciones de fondos para el oficial Didarul Islam y su familia, recaudando más de 200.000 dólares. 

### Reacciones
En una conferencia de prensa, el alcalde de Nueva York, Eric Adams, calificó el tiroteo como un acto "violento y despreciable". Calificó a Didarul Islam como un héroe que arriesgó su vida. Adams afirmó que es necesario investigar más a fondo. 
Donald Trump publicó en Truth Social que había sido informado sobre la situación. Declaró que el tiroteo fue un "acto de violencia sin sentido" y expresó sus condolencias a las familias de las víctimas.  En un comunicado, la gobernadora de Nueva York, Kathy Hochul, abogó por un mayor control de armas: "Es hora de actuar. El pueblo estadounidense... merece actuar. El Congreso debe armarse de valor para plantar cara al lobby de las armas y aprobar finalmente una prohibición nacional de las armas de asalto antes de que se roben más vidas inocentes". 

## Investigación
Después del tiroteo, los agentes del Departamento de Policía de Nueva York registraron el vehículo de Tamura  y encontraron un revólver Colt Python .357 Magnum cargado, municiones, medicamentos y dos teléfonos celulares. 